# Березанская городская община
Березанская городская территориальная община (укр. Березанська міська територіальна громада) — территориальная община в Броварском районе Киевской области Украины. Административный центр — город Березань. Община образована в 2020 году.
Площадь общины — 293,52 км², население — 27 727 человек (2020).

## История
Образована 12 июня 2020 года путём объединения Березанского городского совета областного значения и Лехновкого, Недрянского, Пилипчанского, Садовского, Яблоневского, Ярешкого сельских советов Барышевского района Киевской области

## Населённые пункты
В составе общины 1 город (Березань) и 9 сёл:
- Григоровка
- Дубовое
- Лехновка
- Недра
- Пилипче
- Садовое
- Хмелевик
- Яблоневое
- Ярешки

## Образование
На территории общины находится: пять учреждений общего среднего образования I—III ступеней, четыре учебно-воспитательных комплекса, семь учреждений дошкольного образования, одно учреждение внешкольного образования, одна детско-юношеская спортивная школа и один инклюзивно-ресурсный центр.